# Distrikt Checca
Der Distrikt Checca liegt in der Provinz Canas in der Region Cusco in Südzentral-Peru. Der Distrikt wurde am 29. August 1834 gegründet. Er besitzt eine Fläche von 504 km². Beim Zensus 2017 wurden 5485 Einwohner gezählt. Im Jahr 1993 lag die Einwohnerzahl bei 5983, im Jahr 2007 bei 5590. Sitz der Distriktverwaltung ist die auf einer Höhe von 3810 m gelegene Ortschaft Checca mit 470 Einwohnern (Stand 2017). Checca liegt knapp 30 km südlich der Provinzhauptstadt Yanaoca.

## Geographische Lage
Der Distrikt Checca liegt im Andenhochland im Südwesten der Provinz Canas. Der Oberlauf des Río Apurímac durchquert den Distrikt in nördlicher Richtung.
Der Distrikt Checca grenzt im Süden an die Distrikte Pichigua und Coporaque (beide in der Provinz Espinar), im Westen an den Distrikt Livitaca (Provinz Chumbivilcas), im Norden an den Distrikt Quehue, im äußersten Nordosten an den Distrikt Langui sowie im Osten an den Distrikt Kunturkanki.

## Ortschaften
Neben dem Hauptort gibt es folgende größere Ortschaften im Distrikt:
- Consabamba (209 Einwohner)